# Trigonopeplus abdominalis
Trigonopeplus abdominalis är en skalbaggsart som beskrevs av White 1855. Trigonopeplus abdominalis ingår i släktet Trigonopeplus och familjen långhorningar. Inga underarter finns listade i Catalogue of Life.